# Nokia 1006
Nokia 1006 — телефон від компанії Nokia, випущений 2009 року.

## Особливості
Телефон має 1,5-дюймовий кольоровий РК- дисплей TFT/TFD. Його знімна літій-іонна батарея ємністю 860 мА забезпечує максимальну автономну роботу 240 годин у режимі очікування та максимум 3,5 години в режимі розмови. Пристрій підтримує MicroUSB і роз'єм для гарнітури 2,5 мм. Програмна функція BREW у мобільному телефоні дозволяє завантажувати зовнішні ігри та програми. Мобільний телефон також підтримує голосовий набір через динамік. Телефон також має клавіші регулювання гучності збоку, що дозволяє легко регулювати гучність. Введення здійснюється за допомогою цифрової клавіатури та програмних клавіш. Він також має функцію інтелектуального введення тексту. SAR для голови становить 1,46 Вт/кг, а для тіла — 0,35 Вт/кг. 

## Дані, мережа, підключення
У телефоні є підтримка режиму польоту. Він також підтримує GPRS, WAP v2.0, WEB. Він також підтримує технологію High Speed Data. Підключення здійснюється через Bluetooth v2.0, USB і microUSB. У телефоні є місце для mini-SIM. Порт microUSB підтримує зарядку.

## Мультимедіа
У телефоні є підтримка користувацьких мелодій дзвінка та власної графіки. Цей телефон гучний, музику можна відтворювати як через роз'єм 2,5 мм, так і через вбудований динамік.

## Попередньо встановлені програми
Ігри (попередньо встановлено лише 1 гру, Planet Puzzle) та інші програми, такі як будильник, калькулятор, календар, конвертер валют, годинник, секундомір і профілі, попередньо встановлені на даній моделі Nokia. Телефон підтримує Java MIDP v2.0.

## Технічні характеристики
| Технічні характеристики       | Технічні характеристики                |
| ----------------------------- | -------------------------------------- |
| Рік випуску                   | 2009                                   |
| Стандарт і частотний діапазон |                                        |
| CDMA                          | 2000                                   |
| Корпус                        |                                        |
| Висота                        | 108 мм                                 |
| Ширина                        | 44 мм                                  |
| Товщина                       | 14 мм                                  |
| Вага                          | 76 г                                   |
| Кольори                       | Чорний з блакитними і сірими вставками |
| Тип корпусу                   | Моноблок                               |
| Антена                        | Вбудована                              |
| Основний дисплей              |                                        |
| Тип дисплея                   | TFT                                    |
| Роздільність                  | 128×160                                |
| Кількість кольорів            | 262 144                                |
| Акумулятор, батарея           |                                        |
| Тип батареї                   | Li-ion                                 |
| Ємність батареї               | 860 mAh                                |
| Час розмови                   | 3,5 г                                  |
| Час очікування                | 240 г                                  |
| Повідомлення                  |                                        |
| Повідомлення                  | SMS                                    |
| Програми та мультимедіа       |                                        |
| Особливості Аудіо             | MP3                                    |
| Java                          | MIDP 2.0                               |
| Програми                      | Органайзер                             |
| Голосові функції              |                                        |
| Голосові функції              | Гучний зв'язок                         |
| Голосові функції              | Поліфонічний динамік                   |
| Голосові функції              | Вібродзвінок                           |
| Голосові функції              | Диктофон                               |
| Інтернет                      |                                        |
| Інтернет                      | WAP                                    |
| Передача даних                |                                        |
| USB                           | Micro USB 2.0                          |
| Bluetooth                     | 2.0                                    |
| Передача даних                | Вбудований модем                       |